# Stanisław Cieszanowski
Stanisław Cieszanowski herbu Jelita – szafarz poborów w województwie bełskim.
Poseł na sejm koronacyjny 1587/1588 roku, sejm pacyfikacyjny 1589 roku z województwa bełskiego, podpisał traktat bytomsko-będziński. Założyciel w 1590 miasta Cieszanów.